# Medusae Fossae
Cet article concerne uniquement le relief martien appelé Medusae Fossae stricto sensu. Pour la formation géologique éponyme, voir Formation de Medusae Fossae.

Medusae Fossae

Medusae Fossae est un ensemble de dépressions allongées (ou fossae) de la planète Mars situé dans le quadrangle de Memnonia, au sud d'Amazonis Planitia, près du cratère Nicholson.

## Formation de Medusae Fossae
S'étendant sur 333 km environ et centrée par 3,2° S et 197° E, cette structure a donné son nom à la formation de Medusae Fossae, bien plus vaste puisqu'elle s'étend d'Elysium Planitia jusqu'au renflement de Tharsis, dont la nature et l'origine demeurent à ce jour encore assez mystérieuses et font par conséquent l'objet de nombreuses recherches et publications ; c'est la raison pour laquelle on trouve de plus en plus fréquemment désignée par « Medusae Fossae » en réalité la « formation de Medusae Fossae » dans son ensemble, ce qui peut prêter à confusion.